# Сенгбе Пье
Сенгбе Пье (англ. Sengbe Pieh, после крещения — Джозеф Чинке англ. Joseph Cinqué; ок. 1813 или 1814 — ок. 1879) — представитель западноафриканского народа менде, захваченный работорговцами и возглавивший восстание пленённых африканцев на испанском судне «Амистад».

## Биография
Родился на территории современной Сьерра-Леоне; точная дата рождения неизвестна. Имел собственное рисовое поле, был женат, имел троих детей, по вероисповеданию был мусульманином. В 1839 году был захвачен работорговцами из своего же народа и продан португальским работорговцам, заключившим его на борту работоргового корабля «Текора». Несмотря на существование к тому времени международных договоров, запрещающих работорговлю, был доставлен на этом корабле в Гавану, административный центр испанской колонии Куба, где был вместе с другими 110 захваченными в рабство африканцами продан двум испанским работорговцам Хосе Руису и Педро Монтесу.
Испанцы погрузили пленных африканцев на борт работорговой шхуны «Амистад» с намерением продать рабов в другом регионе Кубы для работы на плантациях сахарного тростника. Однако 30 июня Сенгбе Пье возглавил восстание африканцев на борту судна, в результате которого были убиты почти все белые, включая капитана и кока; погибли также двое африканцев, а двум белым матросам удалось сбежать. Сенгбе Пье приказал сохранить жизнь лишь Руису и Мендесу, которым приказал направить корабль обратно в Африку. Те же вместо этого предприняли попытку направить корабль в сторону Северной и Южной Америки, надеясь на спасение со стороны испанцев; однако в итоге корабль около двух месяцев «странствовал» по Атлантике между африканским и американским побережьями.
В итоге «Амистад» достиг территориальных вод США у Лонг-Айленда. На корабле высадились военные моряки с корабля USS Washington. Узнав от пленных испанцев о произошедшем, они арестовали африканцев как мятежников и убийц и доставили их в Нью-Хейвен (штат Коннектикут) для суда. На суде оба испанца утверждали, что все африканцы уже были официально рабами к моменту их покупки испанцами на Кубе, а потому были их законной собственностью. Однако американцы решили выслушать также и другую сторону. К счастью для восставших африканцев, им удалось найти переводчиков с языка менде, что позволило лидеру африканцев, Сенгбе Пье, рассказать свою историю адвокатам и судье. В итоге суд вынес решение в пользу африканцев.
После этого испанцы обжаловали решение суда в ряде районных и окружных судов, а затем, когда суды вынесли то же решение, — в Верховный суд США. В марте 1840 года Верховный суд постановил, что африканцы подняли восстание, чтобы обрести свободу, и были проданы в рабство незаконно; важное значение в принятии этого решения сыграла поддержка африканцев со стороны бывшего президента Джона Куинси Адамса и Роджера Шермана Болдуина. Африканцам было разрешено вернуться в Африку, если они того пожелают. Решение было принято несмотря на протесты со стороны тогдашнего президента Мартина ван Бюрена, который опасался последствий такого решения как относительно будущих отношений с Испанией, так и для рабства внутри США.
В 1842 году Сенгбе Пье и все африканцы, находившиеся на «Амистаде», вернулись в родные земли с помощью средств, собранных американскими аболиционистами. Сведений о дальнейшей жизни Сенгбе Пье мало, и все они противоречивы и не вполне достоверны. Считается, что он потерял свою семью, которая оказалась в рабстве, некоторое время поддерживал контакты с местной европейской христианской миссией и принял активное участие в местной гражданской войне. Согласно одной из версий, он вскоре уехал на Ямайку, согласно другой — сам стал торговцем рабами; последняя версия оспаривается большинством историков. Точная дата его смерти также неизвестна, но есть сведения, что в 1879 году он, умирающий, прибыл в христианскую миссию, где попросил крестить его под именем Джозеф Чинкье и похоронить по христианскому обряду.